# Mahádžanapada
Mahádžanapada (v sanskrtu: महाजनपद) je původem sanskrtský termín, který se používá k označení malých státních útvarů na severu Indického subkontinentu, které zde existovaly za dob Buddhy Šákjamuniho (tedy kolem 5. století př. n. l.). Termín mahádžanapada je složeninou sanskrtských slov mahá, což je „velký“, a džanapada, což by se dalo přeložit jako „země“. Již sbírka starověkých buddhistických textů Anguttara-nikája se často zmiňuje o těchto královstvích, kterých uvádí šestnáct. Tradičně tedy bývají mezi mahádžanapady uváděny následující země:
1. Káší
2. Kóšálsko
3. Anga
4. Magadha
5. Vrdždži
6. Malla
7. Čéti
8. Vatsa
9. Kuru
10. Paňčála
11. Matsja
12. Šúraséna
13. Ašmaka
14. Avanti
15. Gandhára
16. Kambódža